# Styna
Styna – rzeka północnego Kociewia, odnoga Wierzycy, prawostronny dopływ Kłodawy o długości 23,77 km. 
Wypływa z rzeki Wierzycy w Starogardzie Gdańskim. W górnym biegu przepływa krawędzią pofałdowania morenowego przez miejscowości Godziszewo i Rościszewo. W dolnym swym biegu rzeka zatacza liczne meandry, przepływając przez Sobowidz i Łaguszewo aż do swego ujścia do rzeki Kłodawy w Kłodawie.